# Vides encreuades
Vides encreuades (títol original en anglès Short Cuts) és una pel·lícula estatunidenca dirigida per Robert Altman i estrenada l'any 1993, doblada al català.

## Argument
Aborda les vides de diversos personatges residents a Los Angeles, que intenten adaptar-se al món laboral: policies, maquilladores, conductors, cantants de jazz, metges, especialistes en sexe per telèfon, comentaristes de televisió, cambreres… es creuen pel camí, ignorant els drames que tenen lloc paral·lelament.	

## Comentari
Vides encreuades segueix diverses línies d'argument i personatges per un Los Angeles assolat per terratrèmols i insectes, on tothom està a punt de decaure. Una tragèdia impredictible és sempre imminent. Altman reuneix un repartiment únic, però concedeix també als actors alguna cosa que val la pena: Jack Lemmon és un pare separat, Julianne Moore està nua de cintura cap avall, Anne Archer és pallasso de festes, Bruce Davison i Andie MacDowell són trastornats pel dolor, Jennifer Jason Leigh és una operadora del sexe per telèfon, Robert Downey jr. i Chris Penn, homes indiferents i horribles, Tim Robins, policia dur, Peter Gallagher destrueix la casa de la seva dona, Lily Tomlin i Tom Waits beuen. Quan es veuen repetides vegades, es detecten millor com es solapen les diferents històries i les actuacions personals queden a la vista. En resum, la pel·lícula és notable pel retrat mosaic que Altman fa de Los Angeles, brillant, angoixat i corrupte.
És interessant el contrapunt a la visió intimista que Altman feia un any abans a El joc de Hollywood. Aquí s'allunya del terreny de la indústria cinematogràfica per entrar a les petites i estranyes vides d'altres habitants de la ciutat.

## Repartiment
- Andie MacDowell: Ann Finnigan
- Bruce Davison: Howard Finnigan
- Jack Lemmon: Paul Finnigan
- Tom Waits: Earl Piggot
- Julianne Moore: Marian Wyman
- Matthew Modine: Dr. Ralph Wyman
- Lyle Lovett: Andy Bitkower
- Anne Archer: Claire Kane
- Fred Ward: Stuart Kane
- Jennifer Jason Leigh: Lois Kaiser
- Chris Penn: Jerry Kaiser
- Lili Taylor: Honey Bush
- Robert Downey Jr.: Bill Bush
- Madeleine Stowe: Sherri Shepard
- Tim Robbins: Gene Shepard
- Peter Gallagher: Stormy Weathers
- Frances McDormand: Betty Weathers
- Michael Beach: Jim Stone
- Lily Tomlin: Doreen Pigot
- Zane Cassidy: Casey Finnigan
- Joseph C. Hopkins: Joe Kaiser
- Josette Maccario: Josette Kaiser
- Jarrett Lennon: Chad Weathers

## Premis
Va obtenir el Lleó d'Or al Festival de Venècia de 1993. Robert Altman va ser nominat per l'Oscar al millor director i va compartir una nominació al Globus d'Or al millor guió amb Frank Barhydt. L'elenc d'actors va guanyar un Globus d'Or especial al millor repartiment per la seva actuació en el seu conjunt. També va ser nominada al César a la millor pel·lícula estrangera.